# 長寬比
寬高比（英語：Aspect ratio，也稱為縱橫比）是幾何形狀在不同尺寸的比值。舉個例子，當矩形方向為橫向時的寬高比值，是其長邊與短邊的比率。
寬高比的書寫方式通常是以冒號分隔兩個整數（{\displaystyle x:y} ），在少數情況也會寫成簡易的分數或十進制小數；x值和y值並不代表實際的寬度和高度，而是代表寬度和高度之間的比例。例如，{\displaystyle 8:5}、{\displaystyle 16:10}、{\displaystyle 1.6:1}、{\displaystyle 8/5}、{\displaystyle 1.6}都是表示相同寬高比的方式。
在超矩形等具有二維以上的對象中，寬高比仍然可以定義為長邊與短邊之比。

## 應用與用途
長寬比例經常使用於：
- 圖形或圖像
  - 圖像縱橫比
  - 屏幕寬高比（英语：Display aspect ratio）
  - 紙張尺寸
  - 標準照相打印尺寸
  - 電影膠片格式（英语：List of film formats）
  - 標準廣告尺寸
  - 電腦顯示標準
  - 通用解析度
  - 像素長寬比
  - 微影製程（英语：Photolithography）：蝕刻的長寬比例
- 高深寬比微結構技術（英语：HARMST）
- 輪胎代號（英语：Tire code）
- 渦輪增壓器葉輪尺寸
- 機翼展弦比
- 透鏡像散
- 納米棒（英语：Nanorod）尺寸
- 形狀系數（英语：Shape factor (image analysis and microscopy)）：應用在圖像分析和顯微鏡學

## 簡單形狀的長寬比

### 矩形
對於矩形而言，長寬比是表示矩形寬度與高度的比率，正方形的最小寬高比為{\displaystyle 1:1}。
生活常見的各種矩形物件，它們的寬高比例子：
| {\displaystyle 4:3=1.{\overline {3}}}     | VGA和XGA計算機顯示器、標清電視          |
| {\displaystyle {\sqrt {2}}:1=1.414...}    | 紙張的ISO 216國際標準尺寸               |
| {\displaystyle 3:2=1.5}                   | 135底片、iPhone至iPhone 5的顯示屏幕     |
| {\displaystyle 16:10=1.6}                 | WXGA寬屏幕電腦顯示器（16:10寬高比）     |
| {\displaystyle \phi :1=1.618...}          | 黃金比例，接近於{\displaystyle 16:10}   |
| {\displaystyle 5:3=1.{\overline {6}}}     | Super 16 mm，許多歐洲國家的標準電影膠片 |
| {\displaystyle 16:9=1.{\overline {7}}}    | 寬屏幕（）                              |
| {\displaystyle 2:1=2}                     | 二格骨牌                                |
| {\displaystyle 64:27=2.{\overline {370}}} | 超寬屏幕（，21:9長寬比）                |
| {\displaystyle 32:9=3.{\overline {5}}}    | 超級超寬屏幕（）                        |

### 橢圓形
對於橢圓形而言，長寬比是表示長軸與短軸的比率，長寬比為{\displaystyle 1:1}的橢圓是一個正圓形。

## 一般形狀的長寬比
在幾何學之中，對於d維空間中的緊集長寬比，有幾種替代定義：
- 直徑-寬度長寬比（diameter-width aspect ratio, DWAR）是一個緊集的直徑與寬度之比，一個圓的最小DWAR是{\displaystyle 1}，一個正方的DWAR是{\displaystyle {\sqrt {2}}}。
- 立方-體積長寬比（cube-volume aspect ratio, CVAR）是一個緊集最小的封閉軸平行d-立方的d-體積之比的方根，與其d-體積之比。一個正方的最小CVAR是{\displaystyle 1}，一個圓的CVAR是{\displaystyle {\sqrt {2}}}；一個軸平行長方的寬大於高（{\displaystyle W>H}），CVAR是{\displaystyle {\sqrt {W^{2}/WH}}={\sqrt {W/H}}}。

## 釋義
長寬比在數學上表示為{\displaystyle x:y}，讀作「x比y」（x-to-y）。

## 另見
- 轴比（英语：Axial ratio）
- 比率、比例
- 等维（英语：Equidimensional）
- 挤压映射（英语：Squeeze mapping）
- 比例比（英语：Scale (ratio)）
- 垂直方向（英语：Page orientation）